# Ingvar Carlsson (kierowca rajdowy)
Ingvar Carlsson (ur. 2 kwietnia 1947 w Nyköping, zm. 28 października 2009 tamże) – szwedzki kierowca rajdowy. 

## Kariera sportowa
Był regularnym uczestnikiem rajdowych mistrzostw świata, najbardziej znanym z występów w zespole Mazdy w którym jeździł przez 7 lat (1984–1991) i odniósł w nim 2 zwycięstwa zaliczane do klasyfikacji mistrzostw świata.

### Zwycięstwa w WRC
| # | Rajd                     | Sezon | Pilot        | Samochód      |
| - | ------------------------ | ----- | ------------ | ------------- |
| 1 | Rajd Szwecji 1989        | 1989  | Per Carlsson | Mazda 323 4WD |
| 2 | Rajd Nowej Zelandii 1989 | 1989  | Per Carlsson | Mazda 323 4WD |